# Senior-VM i snooker
Senior-VM i snooker är en inbjudningsturnering i snooker för spelare över 40 år (2011 till 2013 gällde över 45 år). Turneringen spelades första gången 1991 men återupptogs efter det inte förrän hösten 2010. 

## Vinnare
| År   | Vinnare       | Motståndare     | Resultat | Säsong  |
| ---- | ------------- | --------------- | -------- | ------- |
| 1991 | Cliff Wilson  | Eddie Charlton  | 5–4      | 1991/92 |
| 2010 | Jimmy White   | Steve Davis     | 4–1      | 2010/11 |
| 2011 | Darren Morgan | Steve Davis     | 2–1      | 2011/12 |
| 2012 | Nigel Bond    | Tony Chappel    | 2–0      | 2012/13 |
| 2013 | Steve Davis   | Nigel Bond      | 2–1      | 2013/14 |
| 2015 | Mark Williams | Fergal O'Brien  | 2–1      | 2014/15 |
| 2016 | Mark Davis    | Darren Morgan   | 2–1      | 2015/16 |
| 2017 | Peter Lines   | John Parrot     | 4–0      | 2016/17 |
| 2018 | Aaron Canavan | Patrick Wallace | 4–3      | 2017/18 |
| 2019 | Jimmy White   | Darren Morgan   | 5–3      | 2019/20 |
| 2020 | Jimmy White   | Ken Doherty     | 5–4      | 2019/20 |
| 2021 | David Lilley  | Jimmy White     | 5–3      | 2020/21 |
| 2022 |               |                 |          | 2021/22 |